# Há Rock no Cais
Há Rock no Cais é o décimo terceiro álbum de estúdio da banda portuguesa de rock UHF. Editado em 14 de março de 2005 pela AM.RA Discos, com distribuição da Farol Música.
É um álbum mais cru e um regresso às origens que os UHF imprimem neste trabalho, com canções de amor e outras um pouco politizadas. "Continuamos revoltados, rebeldes e inconformados", referiu o vocalista e líder do grupo, acrescentando que o novo disco é também "uma tomada de posição contra o atual estado da arte". A banda retorna às canções curtas e incisivas de três minutos, com uma sonoridade referta de energia apostando na fórmula utilizada no final da década de 70, responsável por algumas das canções mais emblemáticas do rock cantado em português. Trata-se de um disco sem teclas, só com guitarras e bateria, que representa o culminar da grande cumplicidade que existe entre os músicos, uma cumplicidade que envolve uma grande vontade criativa para fazer novos temas.
O título do álbum foi inspirado no filme “Há lodo no Cais” do realizador Elia Kazan. Tanto o argumento como a personagem “rebelde e inconformada”, interpretada por Marlon Brando, criaram uma certa proximidade com António Manuel Ribeiro. O pré-lançamento do álbum ocorreu com um concerto na Sociedade Incrível Almadense, transmitido em direto pelo programa "Viva a Música" da estação de rádio Antena 1.
O tema de apresentação do álbum recaiu numa inspirada canção de amor, como explicou o co-autor e mentor da banda: "Tanta certeza ancestral numa só frase – Matas-me com o teu Olhar – é este o poder da poesia". O single foi lançado em novembro de 2004, contendo uma versão eléctrica, e outra acústica com a participação de um quarteto de cordas da Orquestra Metropolitana de Lisboa. O tema foi escrito em parceria com Miguel Fernandes, o que constituiu a estreia de António Manuel Ribeiro na partilha da escrita das canções. "Matas-me com o teu Olhar" foi uma das canções selecionadas para a banda sonora da telenovela Ninguém Como Tu, exibida em 2005. A forte ligação da banda a Lisboa é vincada no tema "Apetece Namorar Contigo em Lisboa", atualizada numa nova sensação urbana de viver, mais crítica e mais livre. A canção foi escolhida para segundo single e é interpretada com a ajuda de Nuno Flores, no violino, e António Eustáquio na guitarra portuguesa.[carece de fontes?] Foi recuperado o tema "Caloira Bonita" do extended play Harley Jack de 2003.
Em setembro de 2006, Há Rock no Cais foi relançado no mercado no formato de duplo disco compacto, em edição limitada de mil exemplares, com vista a promover os concertos nos Coliseus de Lisboa e Porto em 23 de setembro e 6 de outubro, respetivamente, para futura edição em vídeo. O relançamento incluiu um disco extra composto por sete faixas, onde se destaca o inédito "Deputado da Nação", interpretado pelo baixista Fernando Rodrigues, a versão ao vivo de "Matas-me Com o Teu Olhar" e a recuperação do tema "Barcos ao Mar", originalmente editado no extended play Voltei a Porto Moniz em 2004. Uma nota final para os dois videoclips, também editados no relançamento do álbum.

## Lista de faixas
O disco compacto é composto por 11 faixas em versão padrão e uma acústica. António Manuel Ribeiro partilha a composição dos temas "Matas-me Com o Teu Olhar" e "Juro Que Tentei" com Miguel Fernandes, "Foi Por Isto Que Passei" com Raquel Ferreira Fraga e, por fim, "100% Viciado em Ti" com António Côrte-Real. Os restantes temas são da autoria de António Manuel Ribeiro.
| CD             |                                          |                                         |         |  |
| N.º            | Título                                   | Compositor(es)                          | Duração |  |
| 1.             | "Mas Só Gosto de Ti"                     | António M. Ribeiro                      | 3:40    |  |
| 2.             | "Matas-me Com o Teu Olhar"               | António M. Ribeiro / Miguel Fernandes   | 3:04    |  |
| 3.             | "Foi Por Isto Que Passei"                | Raquel F. Fraga / António M. Ribeiro    | 3:59    |  |
| 4.             | "100% Viciado em Ti"                     | António Côrte-Real / António M. Ribeiro | 2:11    |  |
| 5.             | "Estou-me nas Tintas (primeiro os meus)" | António M. Ribeiro                      | 2:29    |  |
| 6.             | "Apetece Namorar Contigo em Lisboa"      | António M. Ribeiro                      | 6:45    |  |
| 7.             | "Há Rock no Cais"                        | António M. Ribeiro                      | 4:58    |  |
| 8.             | "Caloira Bonita"                         | António M. Ribeiro                      | 3:26    |  |
| 9.             | "No Fio dos Anos (sempre a correr)"      | António M. Ribeiro                      | 4:17    |  |
| 10.            | "Soldadinhos de Brincar"                 | António M. Ribeiro                      | 3:54    |  |
| 11.            | "Juro Que Tentei"                        | António M. Ribeiro / Miguel Fernandes   | 5:49    |  |
| 12.            | "Matas-me Com o Teu Olhar" (acústico)    | António M. Ribeiro / Miguel Fernandes   | 2:57    |  |
| Duração total: | Duração total:                           | Duração total:                          | 44:49   |  |

| Relançamento 2006 (CD extra) |                                                    |                                       |         |  |
| N.º                          | Título                                             | Compositor(es)                        | Duração |  |
| 1.                           | "Matas-me Com o Teu Olhar" (ao vivo)               | António M. Ribeiro / Miguel Fernandes | 2:43    |  |
| 2.                           | "Apetece Namorar Contigo em Lisboa" (edição rádio) | António M. Ribeiro                    | 4:53    |  |
| 3.                           | "Barcos ao Mar"                                    | António M. Ribeiro                    | 3:36    |  |
| 4.                           | "Juro Que Tentei" (versão longa)                   | António M. Ribeiro / Miguel Fernandes | 6:15    |  |
| 5.                           | "Deputado da Nação" (inédito)                      | António M. Ribeiro                    | 2:43    |  |
| 6.                           | "Mas Só Gosto de Ti" (vídeo)                       | António M. Ribeiro                    | 3:50    |  |
| 7.                           | "Matas-me Com o Teu Olhar" (vídeo)                 | António M. Ribeiro / Miguel Fernandes | 3:14    |  |
| Duração total:               | Duração total:                                     | Duração total:                        | 70:03   |  |

## Membros da banda
- António Manuel Ribeiro (vocal e guitarra) [3]
- António Côrte-Real (guitarra elétrica e acústica) [3]
- Fernando Rodrigues (baixo e vocal de apoio) [3]
- Ivan Cristiano (bateria e vocal de apoio) [3]

Convidados
- António Eustáquio (guitarra portuguesa) [3]
- Nuno Flores (violino) [3]
- Rosie Lowdell (1º violino) [3]
- David Ascensão (2º violino) [3]
- Ângela Carneiro (violoncelo) [3]
- Susana Fernandes (viola de arco) [3]